# Il-80 (航空機)
イリューシン80
Ил-80(Il-80)
第65回戦勝記念日パレードのリハーサル時にモスクワ上空を飛ぶイリューシン80（2010年5月6日）
- 用途：空中指揮機
- 設計者：イリユーシン
- 製造者：
- 運用者：ロシア（ロシア空軍）
- 初飛行：1987年3月5日
- 生産数：4機
- 運用開始：1992年
- 運用状況：運用中（3機）

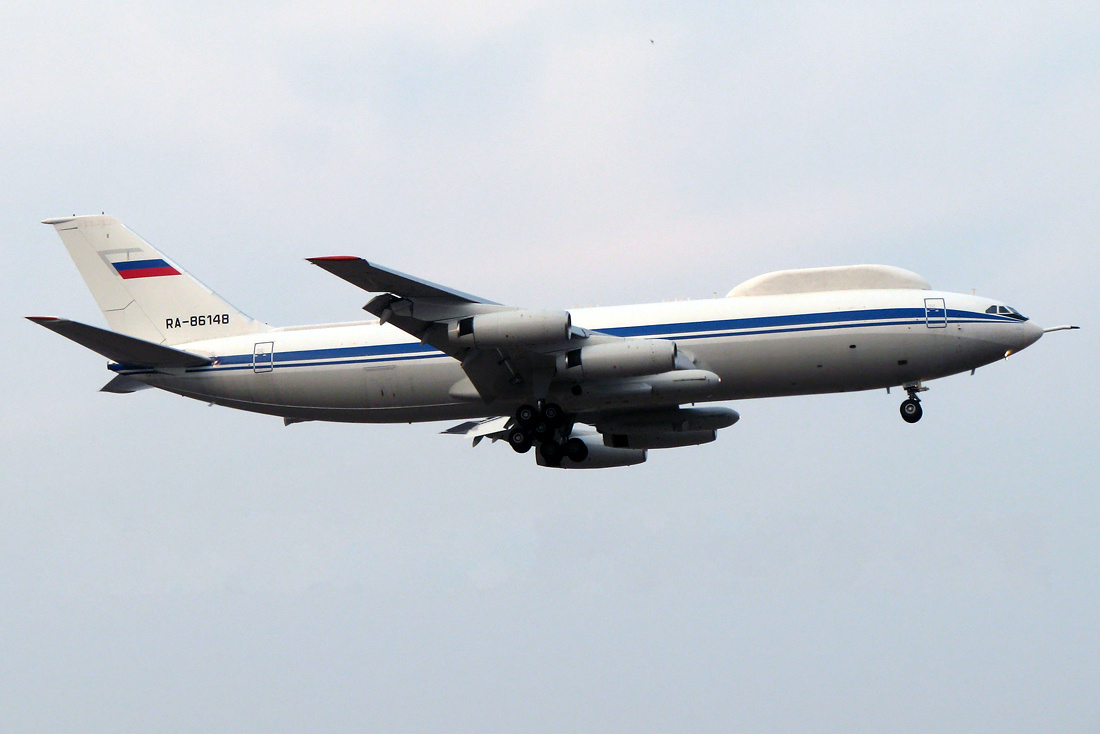
前方のコックピット以外の窓は設けられていない

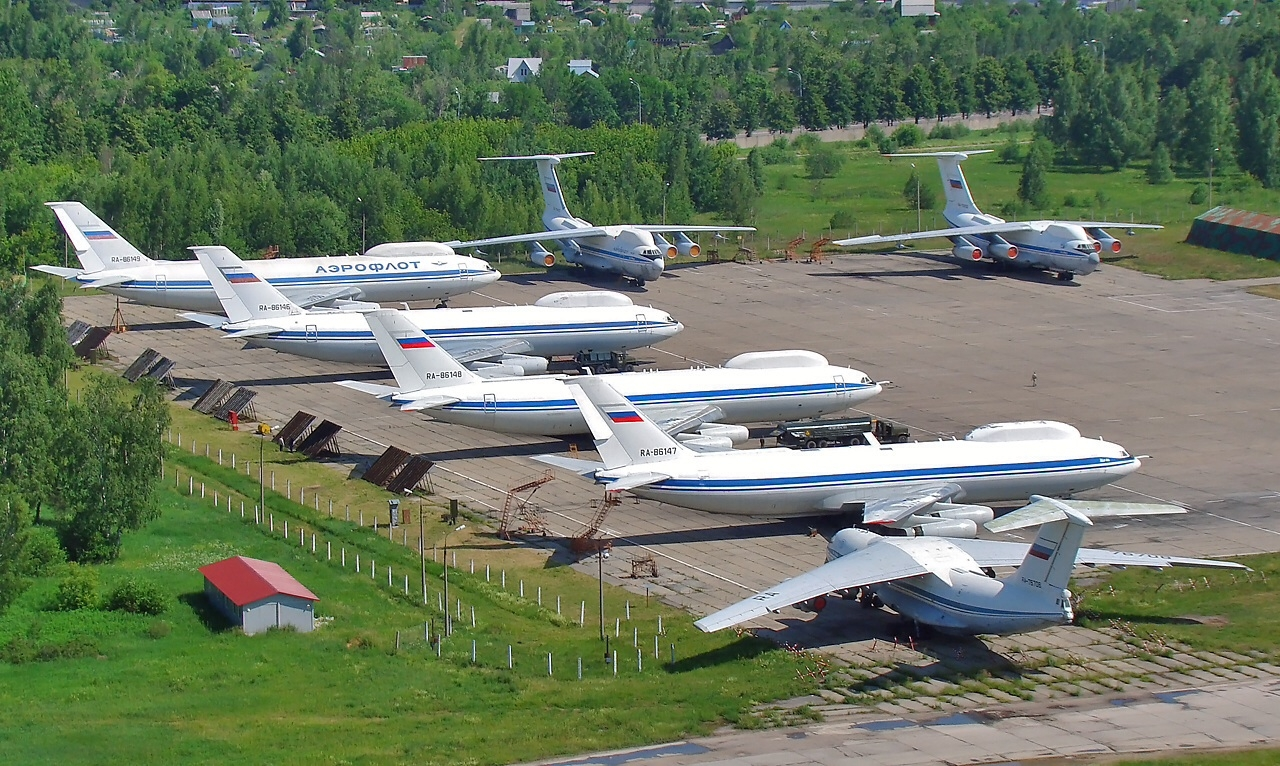
イリューシン80全4機が揃ったチカロフスキー空軍基地（2011年）

Il-80（イリューシン80）は、Il-86旅客機をベースに改造された、ロシアの空中指揮機である。
北大西洋条約機構（NATO）により、「マックスドーム」（Maxdome）というNATOコードネームが割り当てられている。
この航空機は、核戦争などによって、地上での指揮が取れない際にロシア連邦大統領や軍事指導者が搭乗し、軍を指揮出来るように設計されている。
衛星を含む通信機器、空中給油装置、強力な発電機などを装備し、空中での長時間の指揮を可能としているほか、ミサイル防御のための電子戦機器、赤外線フレアおよびレーダーを撹乱するチャフの散布装置、核爆発の際に発生する電磁パルス (EMP) を遮断する電磁シールドを装備しており、前方のコックピット以外の窓は閉鎖されている。そのため、イリューシン80は通称で「終末の日の飛行機」や「空飛ぶクレムリン」と呼ばれている。
2021年時点で、開発中であるIl-96-400Mをベースにした機体が後継機として候補に上がっている。

## 仕様

### 諸元
- 乗員: 5人
- 全幅: 48.1m
- 全長: 59.5 m
- 全高: 15.8 m
- 翼面積: 320m2
- 通常離陸重量: 208,000kg
- 動力: クズネツォフ NK-86 ×4

### 性能
- 最高速度: 970km/h
- 巡航速度: 850km/h
- 航続距離: 3,600 km
- 実用上昇限度: 11,000 m

## 通信機器の盗難
2020年12月7日、機密保持のため厳重な警備がされているはずの国営タガンログ航空科学技術複合体 (Taganrog Aviation Scientific and Technical Complex) で、定期機体整備のため駐機していたイリューシン80の一機から39の通信機器と5つの電子ボードが盗難に遭っていたことが発覚した。窃盗犯は貨物室のハッチから侵入しており、当局によって指紋や下足痕が採取された。盗難に遭った機器は金やプラチナなどの貴金属が使用されており、当局によると盗難総額は約100万ルーブル（約US13,600ドル）と報じられた。
同年12月26日には統一航空機製造会社は、タガンログ到着直後に機密関連機器は全て取り外されており、その「事件」の際には航空機の機能に関係ない補助的な機器が「行方不明」になったと発表した。
2021年1月、地元のタクシー運転手が窃盗の容疑で逮捕された。

## 2022年対独戦勝記念パレード
ウクライナ侵攻中にモスクワの赤の広場で開催されることになった2022年5月9日の第77回戦勝記念日のパレードでは、イリューシン80が聖ワシリイ大聖堂の上空を飛行するとロシア政府より発表され、予行演習がなされた。イリューシン80が戦勝記念日において飛行するのは2010年の第65回戦勝記念日以来で、核戦力を誇示し「終末の日」を欧米諸国に示唆する警告ではないかと報道された。
しかし記念日当日に「天候不良」を理由に航空機の飛行パレードは中止され、会場である赤の広場の上空は青空だったにも関わらずイリューシン80が式典中に飛来することはなかった。

## 参照
- Il-80 / Il-86VKP / Il-87 Maxdome - GlobalSecurity.org